# Xanthodaphne egregia
Xanthodaphne egregia là một loài ốc biển, là động vật thân mềm chân bụng sống ở biển trong họ Dahbiah.